# Lycée classique de Diekirch
Das Lycée classique de Diekirch (LCD) ist eine Luxemburger Sekundarschule, die 1830 in Diekirch gegründet wurde.
Der Unterricht ist auf zwei Gebäude verteilt:
- das alte Gebäude (alt Gebai) beim Bahnhof (avenue de la Gare),
- das neue Gebäude (neit Gebai) beim Sportkomplex (rue Joseph Merten)

Direktor ist Marcel Kramer, Vizedirektoren sind Sandra Goergen und Raymond Streicher.

## Geschichte
Die Gründung der Mittelschule, aus der sich das heutige Lycée classique entwickelte, geht auf die Initiative des früheren Bürgermeister Fr. Jul. Vannerus und den Einsatz des Geistlichen Pierre Stehres zurück. Der Schulbetrieb wurde am 4. November 1830 in den Räumen des alten Klosters der Récollets nahe der Kirche aufgenommen. Im Jahr 1847 ließ der Staat zur Unterbringung der preußischen Truppen in Diekirch eine Kaserne errichten. Im Jahr 1853 wurde ein Progymnasium in einem Neubau in der Nähe der Kirche eingerichtet, in dem heute die Grundschule untergebracht ist. Nach der Luxemburgkrise räumten 1867 die Preußen aufgrund des Londoner Vertrages die Kaserne (das heutige alte Gebäude), woraufhin dieses renoviert wurde und das Progymnasium dort einziehen konnte. Das alte Kloster Récollets wurde anschließend abgerissen.
Während des Zweiten Weltkrieges wurde das Schulgebäude von 1941 bis 1944 von deutschen Truppen besetzt gehalten. Im Herbst 1944 wurde der Unterricht erneut aufgenommen, doch er wurde durch die Ardennenoffensive wieder unterbrochen. Das Gebäude war nach dem Krieg stark renovierungsbedürftig. Im Jahr 1966 wurde ein Neubau mit Sporthalle am anderen Sauerufer begonnen, der im September 1971 eingeweiht wurde. Am 4. April 1996 wurde die Schule durch ein Gesetz in ein technisches Gymnasium umgewandelt und das bisher in Mersch befindliche Gymnasium mit dem LCD verwaltungsmäßig zusammengefasst. Am 23. April 1999 wurden die Bibliothek und die Sporthalle, am 19. Januar 2001 der Neubau in Mersch offiziell eingeweiht.
In den letzten Jahren wurde das Lyzeum fast vollständig renoviert. In dem neuen Gebäude befinden sich neben den technischen Klassen 7e bis 9e vor allem die Schüler der Klassen 7e und 6e, im alten die der Klassen 5e bis 1re (im klassischen luxemburgischen Schulsystem ist die Nummerierung rücklaufend).
Im Rahmen des Comenius-Projektes der Europäischen Gemeinschaft findet bereits seit mehreren Jahren ein Schüleraustausch mit Schulen in verschiedenen Ländern Europas statt, u. a. bisher mit Frankreich (Gradignan, Nancy, Quimper), Portugal (Braga), Deutschland (Dresden, Mönchengladbach, Biesdorf), Belgien (Neerpelt, Büllingen), Niederlande (Valkenswaard), Italien (Lodi), der Tschechoslowakischen Republik (Sternberk), Dänemark (Nakskov) und Rumänien (Sibiu). Einige Mathematikschüler konnten im November 2006 an einem Schüleraustausch mit Sfax in Tunesien teilnehmen.
Seit Mitte der 1990er Jahre organisieren Lehrer des LCD die nationalen Mathematik-Olympiaden von Luxemburg und bereiten die erfolgreichsten Schüler des Landes in Trainingscamps auf ihre Teilnahme an der Internationalen Mathematik-Olympiade vor. Vom 6. bis 8. Mai 2011 fand im LCD die 3. Benelux-Olympiade für Mathematik (BxMO) statt.
Die Teilnehmer der Radio AG produzieren Radiosendungen, die in größerem zeitlichen Abstand auf 100,7 MHz lokal ausgestrahlt werden oder über das Internet angehört werden können.

## Skulpturen
Michel Deutsch schuf 1899 zwei Löwen-Skulpturen, die sich (nach Standort-Wechsel) heute im Lycée classique befinden.
Eine metallene Skulptur von Frantz Kinnen (1905–1979) steht in der Mitte des Haupthofs des Lycée classique. Die Skulptur ist bekannt dafür, dass sie von der Schülerschaft regelmässig „bearbeitet“ wird.

## Bekannte ehemalige Schüler (Auswahl)
- Marcel Noppeney (* 24. April 1877 in Luxemburg; † 5. April 1966), war ein luxemburgischer Schriftsteller und am Widerstand gegen die deutsche Besatzung in den beiden Weltkriegen beteiligt.
- Damian Kratzenberg (* 5. November 1878 in Clerf; † 11. Oktober 1946 in Luxemburg hingerichtet) war der Vorsitzende der Volksdeutschen Bewegung (VdB) in Luxemburg.
- Ernest Mühlen (* 8. Juni 1926 in Ettelbrück  † 19. März 2014) war ein luxemburgischer Politiker.
- Lucien Weiler (* 3. August 1951 in Ettelbrück), luxemburgischer Politiker der CSV.
- Kardinal Jean-Claude Hollerich SJ (* 9. August 1958 in Differdingen), Erzbischof von Luxemburg und Mitglied des Kardinalsrats der römisch-katholischen Kirche
- Ranga Yogeshwar (* 18. Mai 1959 in Luxemburg), Redakteur und Moderator beim WDR.
- Großherzog Henri von Luxemburg (* 16. April 1955 auf Schloss Betzdorf)

## Bekannte ehemalige Lehrer (Auswahl)
- Nikolaus Welter (* 2. Januar 1871 in Mersch; † 13. Juli 1951 in Luxemburg), war Schriftsteller und Politiker.
- Pierre Frieden (* 28. Oktober 1892 in Mertert; † 23. Februar 1959 in Zürich), war Politiker und 1958–1959 Premierminister Luxemburgs.
- Paul Scheuer (* 17. April 1944 in Luxemburg-Stadt) ist Filmregisseur, Drehbuchautor und Filmschauspieler.